# Manuel Sieiro Otero
Manuel Siero Otero (Beariz, fecha desconocida - Beariz, fecha desconocida) fue un político español, alcalde del municipio orensano Beariz durante la década de los años 20.

## Biografía
Manuel Sieiro nace en Beariz, probablemente por el 1870, aunque la fecha exacta se desconoce. Accede al cargo de alcalde de Beariz por la década de los años 20. Se le reconoce principalmente por la construcción de múltiples puentes para facilitar la comunicación de los pueblos con la capital del municipio.

| Predecesor: Desconocido | Alcalde de Beariz ¿? - ¿? | Sucesor: Desconocido |